# Porsche Tennis Grand Prix 1988
Porsche Tennis Grand Prix 1988 — жіночий тенісний турнір, що проходив на закритих кортах з твердим покриттям Filderstadt Tennis Centre у Фільдерштадті (Західна Німеччина). Належав до турнірів 4-ї категорії в рамках Туру WTA 1988. Відбувся водинадцяте і тривав з 10 жовтня до 16 жовтня 1988 року. Перша сіяна Мартіна Навратілова здобула титул в одиночному розряді, свій третій підряд і п'ятий загалом на цьому турнірі.

## Фінальна частина

### Одиночний розряд
Мартіна Навратілова —  Кріс Еверт 6–2, 6–3
- Для Навратілової це був 7-й титул в одиночному розряді за сезон і 136-й — за кар'єру.

### Парний розряд
Івона Кучиньська /  Мартіна Навратілова —  Раффаелла Реджі /  Елна Рейнах 6–1, 6–4
- Для Кучиньської це був єдиний титул за сезон і 1-й — за кар'єру. Для Навратілової це був 6-й титул в парному розряді за сезон і 141-й — за кар'єру.

## Розподіл призових грошей
| Дисципліна       | П       | F       | ПФ      | ЧФ     | 1/8    | 1/16   |
| Одиночний розряд | $50,000 | $22,500 | $11,250 | $5,650 | $2,850 | $1,475 |